# Zuberbach
Zuberbach (kroatisch Sabara, ungarisch Szabar, Romani Sabara) ist eine Ortschaft der Gemeinde Weiden bei Rechnitz im Burgenland.

## Geschichte
Der Ort wird 1443 unter dem Namen Zabar erwähnt. Um 1540 scheinen in der Chronik vorwiegend deutsche Namen für die Einwohner auf. Im Laufe der Zeit wurde die deutschsprachige Bevölkerung, die in der Türkenzeit stark dezimiert wurde, durch kroatische Zuwanderer ergänzt und schließlich völlig assimiliert.